# Tosquia

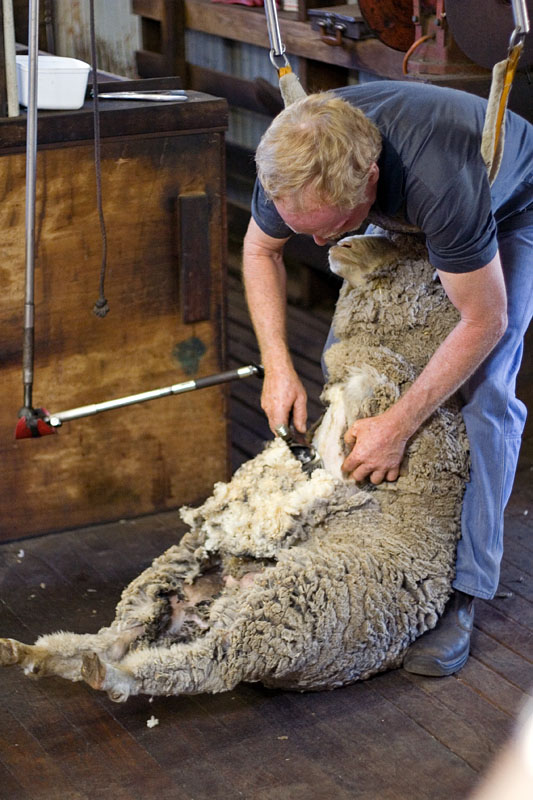
Corte mecânico de um Merino, Austrália Ocidental. O tosquiador está usando uma tipoia para apoio das costas.

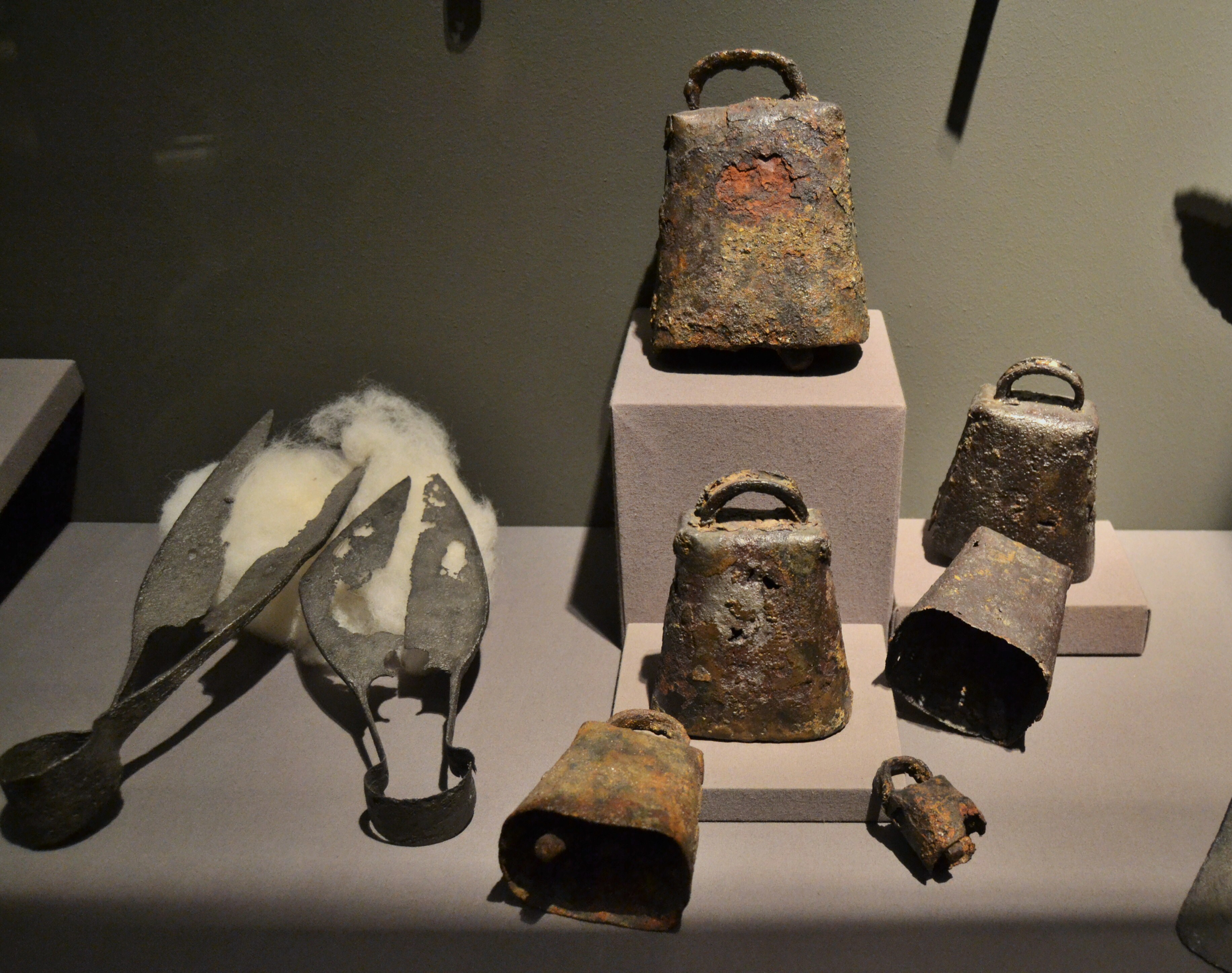
Tesouras e sinos c. 250 DC Espanha

Tosquia é o ato de cortar a lã bem rente ao corpo do animal, especialmente ovinos.  A tosquia de ovelhas é o processo pelo qual a lã de uma ovelha é cortada. Quem retira a lã da ovelha é chamado de tosquiador. Normalmente, cada ovelha adulta é tosquiada uma vez por ano (dependendo do dialeto, pode-se dizer que uma ovelha foi "tosquiada". A tosquia anual ocorre mais frequentemente em um galpão de tosquia, uma instalação especialmente projetada para processar muitas vezes centenas e às vezes mais de 3 000 ovelhas por dia.
As ovelhas são tosquiadas em todas as estações, incluindo o inverno, dependendo do clima, dos requisitos de manejo e da disponibilidade de um classificador de lã e tosquiadores. As ovelhas são normalmente tosquiadas antes do parto nos meses mais quentes, mas normalmente é levado em consideração o bem-estar dos cordeiros ao não tosquiar durante os invernos de clima frio. No entanto, nas regiões altas das regiões montanhosas, a pré-tosquilha dos cordeiros incentiva as ovelhas a procurar abrigo nas encostas, para que os cordeiros recém-nascidos não fiquem completamente expostos aos elementos. As ovelhas tosquiadas toleram bem as geadas, mas as ovelhas jovens sofrem especialmente em climas frios e úmidos e ventosos (mesmo em verões de clima frio). Neste caso, eles são eliminados por várias noites até que o tempo melhore. Algumas ovelhas também podem ser tosquiadas com pentes comumente conhecidos como pentes de cobertura, que deixam mais lã no animal nos meses mais frios, dando maior proteção.
A tosquia de ovelhas também é considerada um esporte com competições realizadas em todo o mundo.  Geralmente é feito entre a primavera e o verão.